# Gustav Niederlein

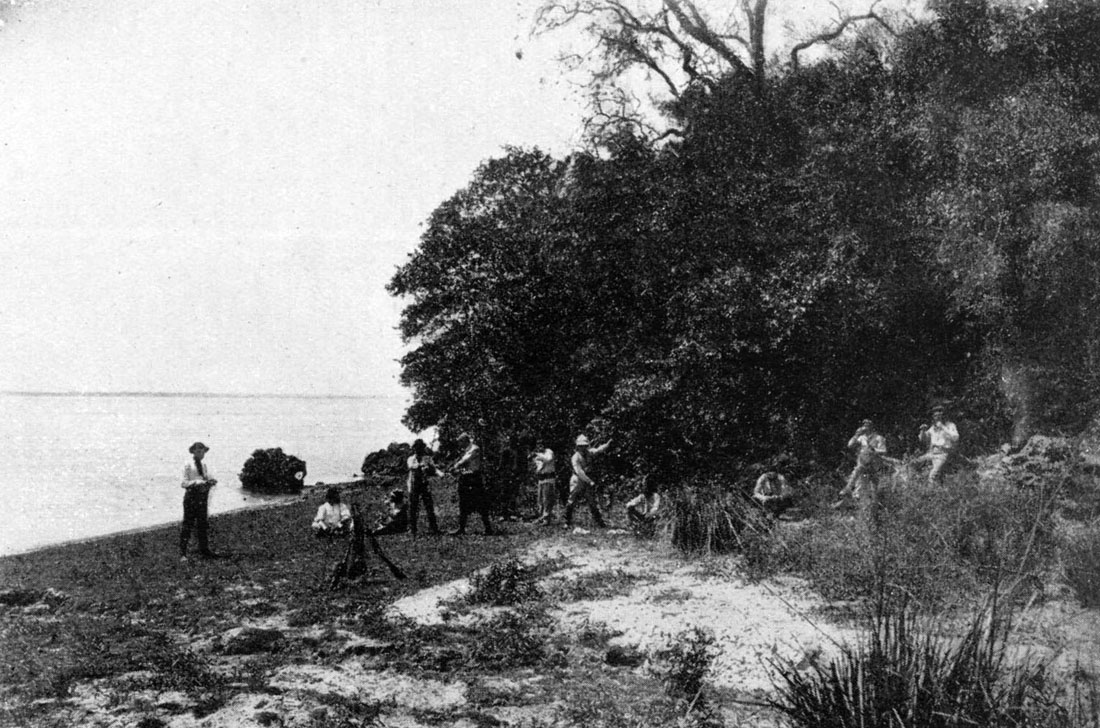
Expedition zum Oberlauf des Río Paraná 1892. Niederlein ist ganz rechts.

Gustav Niederlein, spanisch Gustavo Niederlein, (* 1. Januar 1858 in Großdehsa; † 23. März 1924 in Santiago del Estero) war ein deutsch-argentinischer Forschungsreisender und Naturforscher (insbesondere Botaniker), der in Argentinien wirkte. Sein offizielles botanisches Autorenkürzel lautet „Niederl.“  

## Leben und Wirken
Niederlein wanderte 1878 von Deutschland nach Argentinien aus, war dort zunächst an der Universität Córdoba bei Georg Hans Emmo Wolfgang Hieronymus und sammelte Pflanzen teilweise im Auftrag des Landwirtschaftsministeriums. Er nahm 1879 an der sogenannten Wüstenkampagne nach Patagonien von General Julio Argentino Roca teil, die der Kolonialisierung dieses Teils Argentiniens diente und die eingeborene Bevölkerung teilweise auslöschte. Dort sammelte er Pflanzen und katalogisierte diese (ein weiterer Teilnehmer der sich mit Botanik befasste war Eduardo Ladislao Holmberg). Ergebnisse wurden auf der Weltausstellung in Paris (1889) präsentiert. 1880 bis 1882 war er zu weiteren Studien an der Universität Berlin und der Landwirtschaftshochschule.
Er nahm auch an einer Expedition im Auftrag der argentinischen Regierung in den Norden des Landes teil (Gebiet des ehemaligen Jesuitenstaats im Grenzgebiet zu Paraguay und Brasilien), auch um naturkundliches Material für die Weltausstellung in Chicago (1893) zu sammeln. Die Weltausstellungen dienten auch dazu, um für europäische Siedler in Argentinien zu werben. Niederlein selbst warb auch um deutsche Siedler in Argentinien, zum Beispiel indem er Informationen über das Land in deutscher Sprache veröffentlichte.
Die Beteiligung an den Weltausstellungen machten ihn bekannt und Niederlein arbeitete auch für das Commercial Museum in Philadelphia (gegründet von William P. Wilson), das Kolonialmuseum in Paris und das Linden-Museum in Stuttgart, die von ihm Objekte erwerben wollten. Nachdem die USA 1899 bis 1902 die Philippinen eroberten (wobei ein bedeutender Teil der eingeborenen Bevölkerung getötet wurde), wurden Niederlein und Wilson beauftragt, für die Weltausstellung (Louisiana Purchase Exposition) 1904 in St. Louis Material auf den Philippinen zu sammeln. Dabei wurden auch Eingeborene der Kordilleren auf der Weltausstellung präsentiert, um dort unter anderem Kopfjäger-Rituale vorzuführen.
Zuletzt unternahm er Sammelreisen bis nach Honduras insbesondere auf der Suche nach neuen Orchideen.

## Ehrungen
Nach Niederlein benannt ist die Pflanzengattung Niederleinia aus der Familie der Frankeniaceae.

## Schriften
- The Republic of Guatemala, Commercial Museum, Philadelphia, 1898, Archive
- The Republic of Costa Rica, Commercial Museum, Philadelphia 1898, Archive
- mit William P. Wilson u. a.: Official handbook of the Philippines, 2 Bände, 1903 (Louisiana Purchase Exhibition, St. Louis), Archive
- mit anderen: Expedicion al Rio Negro (Patagonia), Buenos Aires 1881, Archive
- Aussichten und Möglichkeiten in Argentinien in Viehzucht, Ackerbau, Industrie und Handel, Berlin: Reimer
- Die argentinische Industrie und ihre Bedeutung für den deutschen Export, Berlin: Süd- und Mittelamerika Verlag 1912
- La riqueza florestal de la Republica argentina, Buenos Aires (englischer Auszug daraus:  Notes upon Argentine flora. Buenos Aires 1904)
- Mis exploraciones en el territorio del Misiones, Buenos Aires 1891
- Resultados botanicos de exploraciones hechas en Misiones, Buenos Aires 1890
- Ressources végétales des Colonies francaises, Paris 1902